# SWORDS

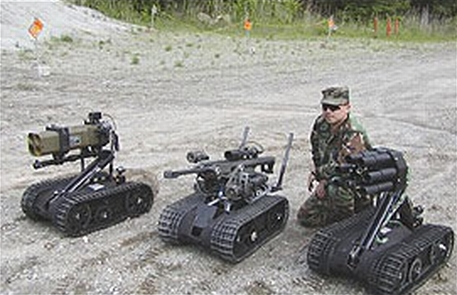
Боевой робот SWORDS

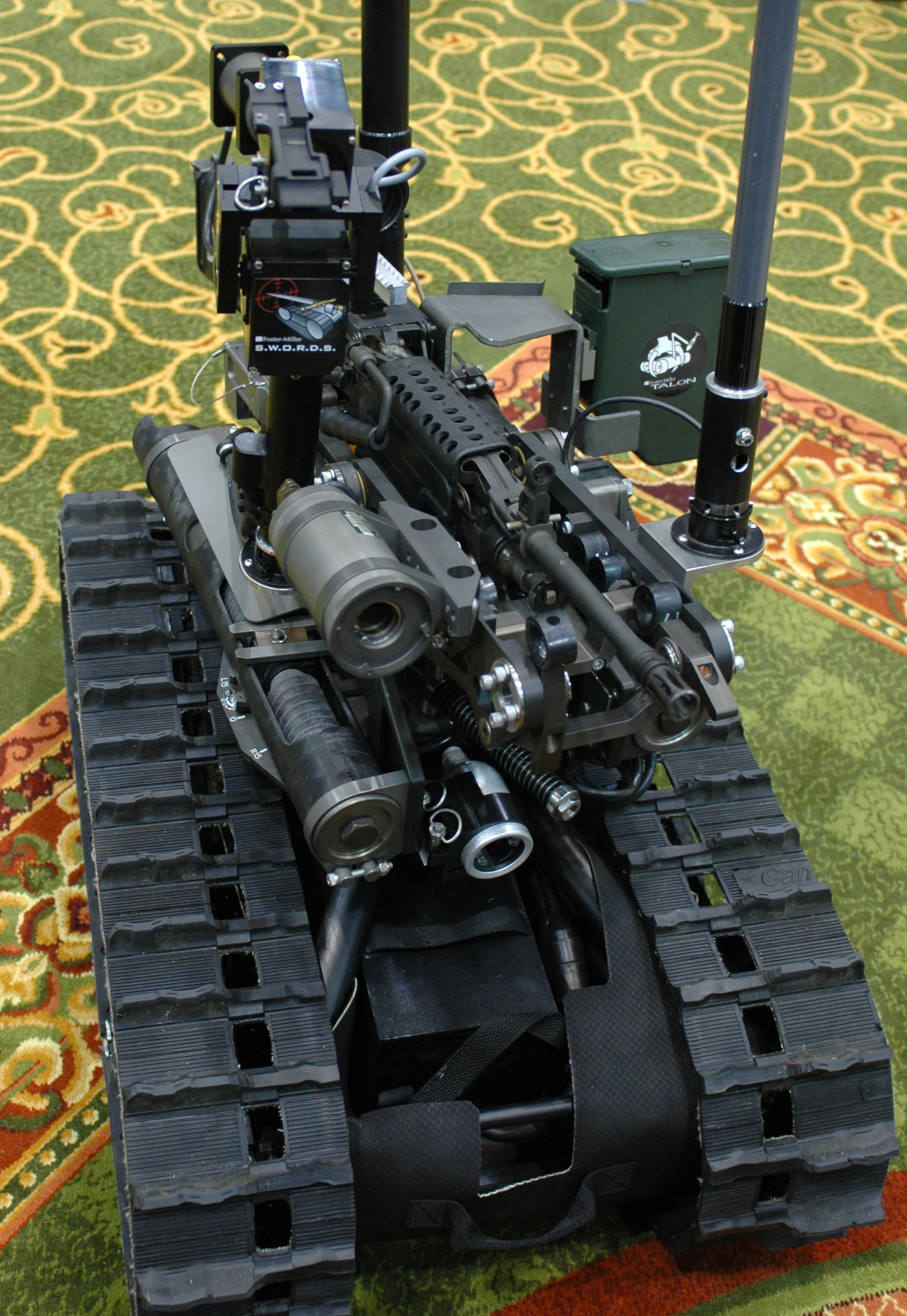
Swords — боевая система наблюдения и разведки.

SWORDS (сокращение от Special Weapons Observation Reconnaissance Detection Systems, также слово swords по-английски означает «мечи») — специальная боевая система наблюдения и разведки.
Создан компанией Фостер-Миллер TALON Робот (в дальнейшем стала подразделением QinetiQ). По утверждению производителя, робот предназначен для действий в городе, способен преодолевать песок, воду и снег до 1 фута (это составляет 0,3048 м) глубины, а также осуществлять подъём по лестнице.
Рассчитан на 8,5 часов работы от батарей в нормальном эксплуатационном режиме — ожидания до 7 суток. Контролируется оператором на расстоянии до 1000 метров. Он весит около 100 фунтов (45 кг) или 60 фунтов (27 кг) в версии для разведки.
Есть целый ряд различных видов оружия, которые могут быть размещены на SWORDS: винтовки M16, 5,56-мм SAW M249, 7,62 мм пулемёт M240, винтовки Barrett M82, шестиствольный 40-мм гранатомёт или четырёхствольный 66 мм M202A1 FLASH.
Применялся в Афганистане и Ираке.
Базовый робот стоит приблизительно $60 000. Текущая стоимость SWORDS составляет $230 000, однако производитель утверждает, что при серийном выпуске цена может снизиться до $150 000 — $180 000.

## В культуре
Робот, укомплектованный пулемётом М2, гранатомётом и электромагнитным излучателем, появляется в фильме «Законопослушный гражданин».